# International Spanish Academies
Las International Spanish Academies (ISAs) son centros educativos de cualquiera de los niveles de enseñanza no universitaria ("Pre‐K, Elementary, Middle, High School"), de reconocido prestigio a nivel académico, que siguen, con la totalidad o una parte de su alumnado, un programa de currículum integrado de lengua y contenidos en los que el idioma español se utiliza como lengua vehicular. Estos centros firman un convenio de colaboración con el Ministerio de Educación español. El programa se enmarca en las actividades de cooperación entre la Consejería de Educación en Estados Unidos y Canadá del ministerio y las autoridades educativas norteamericanas.